# Dajnowa (gmina)
Gmina Dajnowa (lit. Dainavos seniūnija) – gmina na Litwie, w okręgu wileńskim, w rejonie solecznickim.
Polacy stanowią 94% mieszkańców gminy Dajnowa.

## Miejscowości
Miejscowości w gminie Dajnowa: Chomicze (okręg wileński), Dajnowa (gmina Dajnowa), Dajnowo Karolinowskie, Druskieniki (okręg wileński), Gilwiniszki, Jurszyszki, Kul, Lubkiszki, Marcinkiszki, Milaciszki, Nowy Dwór (rejon solecznicki), Pojedubie, Sumarkowszczyzna, Wieżańce, Żukłańce.